# Municipio de Genesee (Illinois)
El municipio de Genesee (en inglés: Genesee Township) es un municipio ubicado en el condado de Whiteside en el estado estadounidense de Illinois. En el año 2010 tenía una población de 784 habitantes y una densidad poblacional de 8,55 personas por km².

## Geografía
El municipio de Genesee se encuentra ubicado en las coordenadas 41°52′50″N 89°49′3″O / 41.88056, -89.81750. Según la Oficina del Censo de los Estados Unidos, el municipio tiene una superficie total de 91.71 km², de la cual 91,69 km² corresponden a tierra firme y (0,02 %) 0,02 km² es agua.

## Demografía
Según el censo de 2010, había 784 personas residiendo en el municipio de Genesee. La densidad de población era de 8,55 hab./km². De los 784 habitantes, el municipio de Genesee estaba compuesto por el 98,47 % blancos, el 0,51 % eran afroamericanos, el 0,77 % eran de otras razas y el 0,26 % eran de una mezcla de razas. Del total de la población el 4,72 % eran hispanos o latinos de cualquier raza.